# Giuseppe Maria Di Ferro
Giuseppe Maria Di Ferro (Trapani, 1774 – 1836) è stato uno storico e militare italiano.

## Biografia
Giuseppe Maria Berardo Ferro e Ferro fu un patrizio trapanese.
Tenente colonnello dell'esercito delle Due Sicilie, scrisse la Guida per gli stranieri in Trapani, pubblicata nel 1825 dalla tipografia Pietro Mannone e Solina, e ristampata nel 1977 da Celebes editore. Nel 1825 con il suo fondo librario istituì la biblioteca provinciale, che nel 1831 raggruppato con la biblioteca comunale, costituì la biblioteca Fardelliana.
Nel 1830 pubblicò la Biografia degli uomini illustri trapanesi dall'epoca normanna sino al corrente secolo, una sorta di breviario romanzato dei trapanesi dei secoli precedenti e che aveva scritto originariamente in latino, poi ristampata nel 1850.

## Opere
- Guida per gli stranieri in Trapani (1825)
- Biografia degli uomini illustri trapanesi (1830)